# Dythemis maya
Dythemis maya is een libellensoort uit de familie van de korenbouten (Libellulidae), onderorde echte libellen (Anisoptera).
De wetenschappelijke naam Dythemis maya is voor het eerst geldig gepubliceerd in 1906 door Calvert.